# Anomala rubra
Anomala rubra är en skalbaggsart som beskrevs av Eugène Benderitter 1923. 
Anomala rubra ingår i släktet Anomala och familjen Rutelidae. Inga underarter finns listade i Catalogue of Life.